# 青木紀
青木 紀（あおき おさむ、1948年 - ）は、日本の経済学者。教育学者。専門は教育福祉論・マルクス経済学・農業経済学。農学博士（京都大学）。名寄市立大学および名寄市立大学短期大学部の元学長。愛知県出身。

## 略歴
- 1970年 - 静岡大学農学部卒業
- 1978年 - 京都大学大学院農学研究科農業経済学専攻博士課程修了
- 1979年 - 東北大学農業研究所教務助手
- 1987年
  - 東北大学農学部助手
  - 11月 京都大学 農学博士 論文の題は「日本における兼業農家問題の歴史的形成と展開」[1]。
- 1989年 - 北海道大学教育学部助教授
- 1998年 - 北海道大学教育学部教授
- 2007年 - 北海道大学大学院教育学研究科長（～2010年）
- 2010年 - 北海道大学定年退官。同名誉教授。名寄市立大学学長・名寄市立大学短期大学部学長
- 2016年 - 名寄市立大学・名寄市立大学短期大学部退官、同名誉教授

その他、北海道大学教育学部長や、宮城県農業短期大学非常勤講師も務めた。

## 著書
- 『日本経済と兼業農家』農林統計協会 1988
- 『現代日本の「見えない」貧困：生活保護受給母子世帯の現実』編著 明石書店 2003
- 『現代の貧困と不平等：日本・アメリカの現実と反貧困戦略』杉村宏共編 明石書店 2007
- 『現代日本の貧困観：「見えない貧困」を可視化する』明石書店 2010
- 『ケア専門職養成教育の研究：看護・介護・保育・福祉　分断から連携へ』明石書店 2017